# 廊台

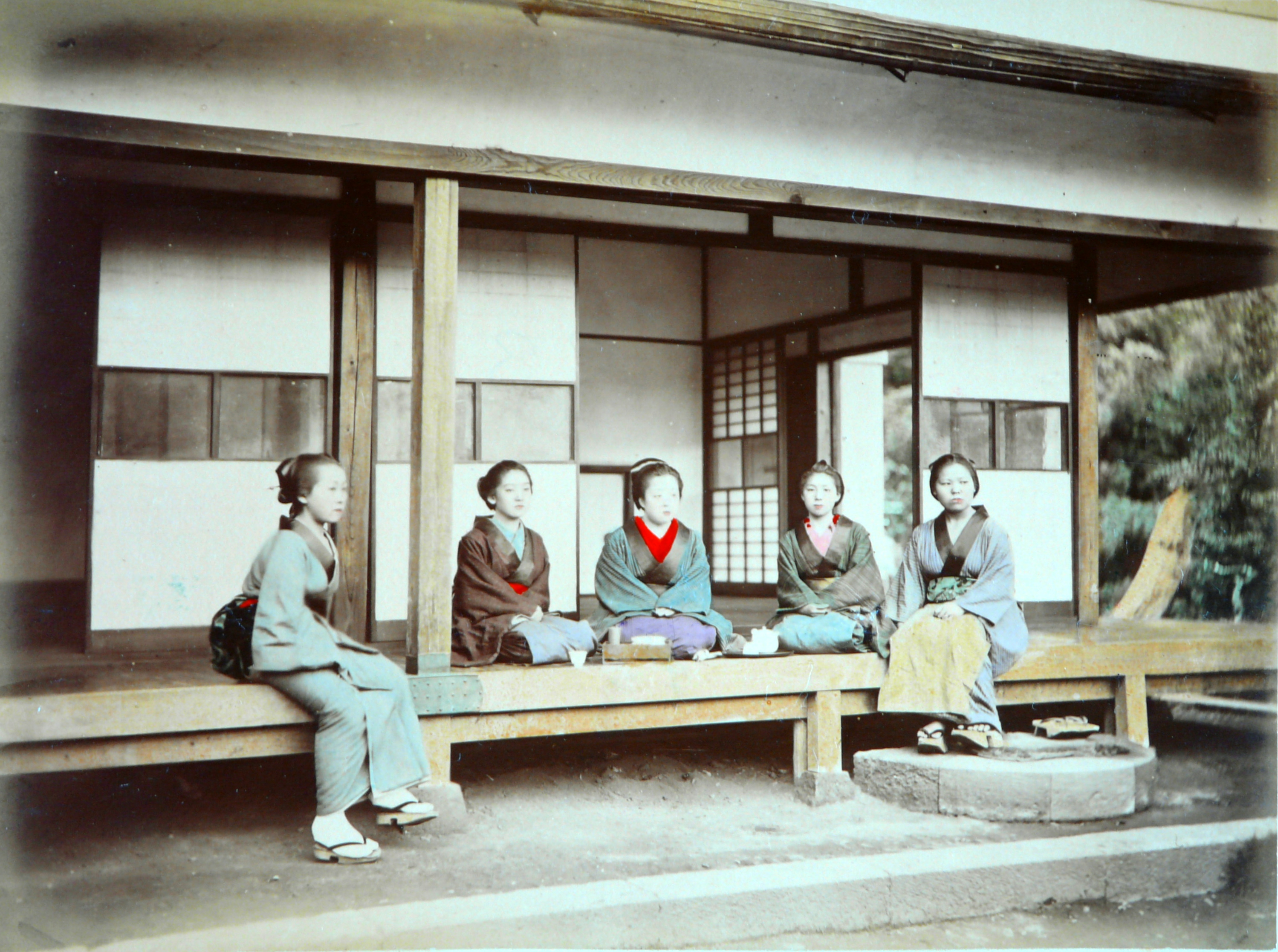
数人正坐在檐廊状缘侧上。注意缘侧下地面倾斜和传统踏腳石。

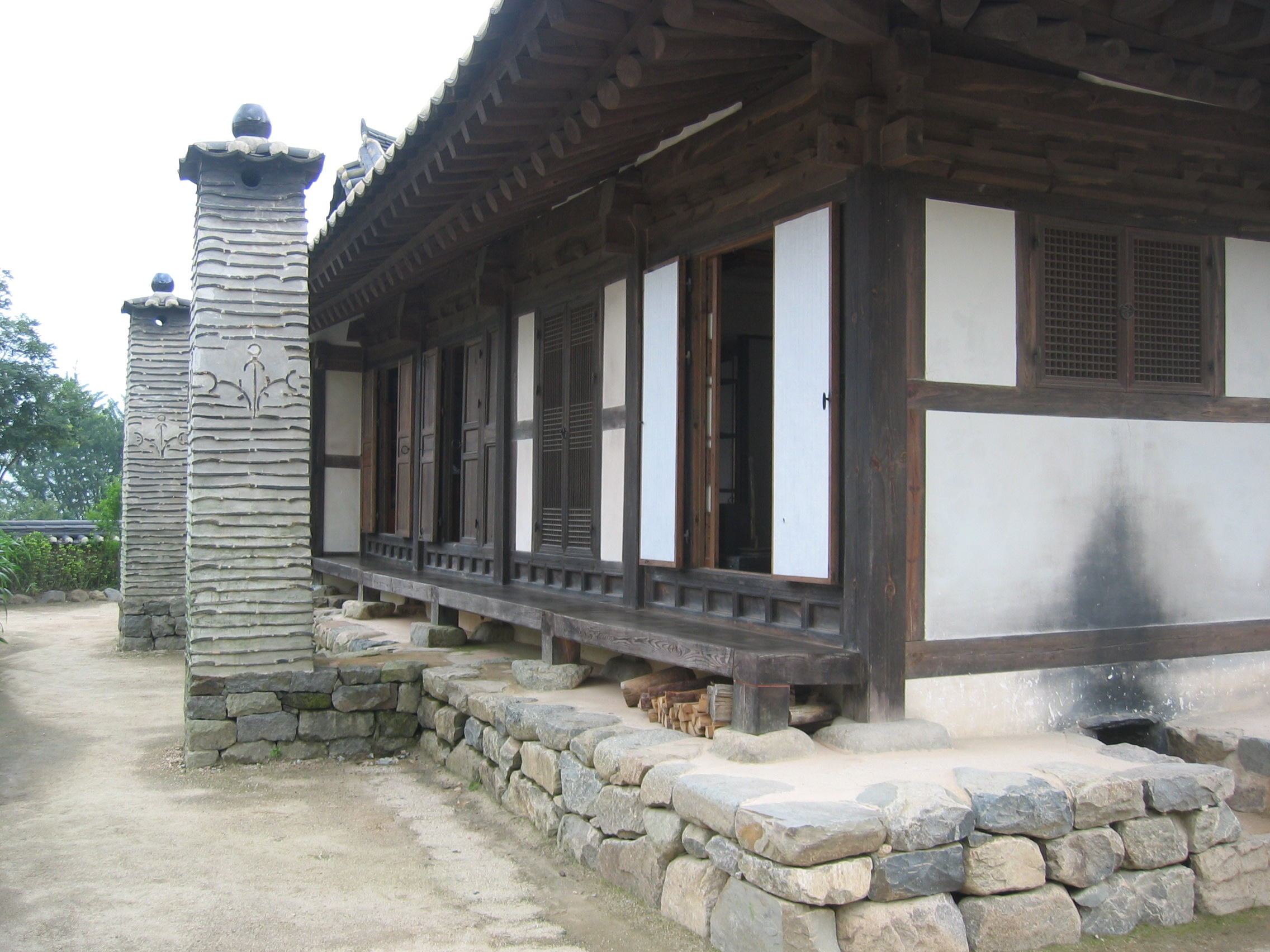
傳統韓屋退地板。

廊台是簷廊的一種，日本稱為緣側，朝鮮稱為退抹樓，通常為木质或竹制，可在建筑物外围围绕房间一圈。廊台通常位于糊上半透明紙格子門或障子與防雨門之間，但也有部分位于防雨門外。无法被防雨門或屋檐遮蔽的廊台必须经处理以应对气候。现代通常使用玻璃封上廊台。廊台可让建筑在下雨或日照时仍保持开放，便于通风且开阔视线，但建筑本身不会变得过湿或过热。

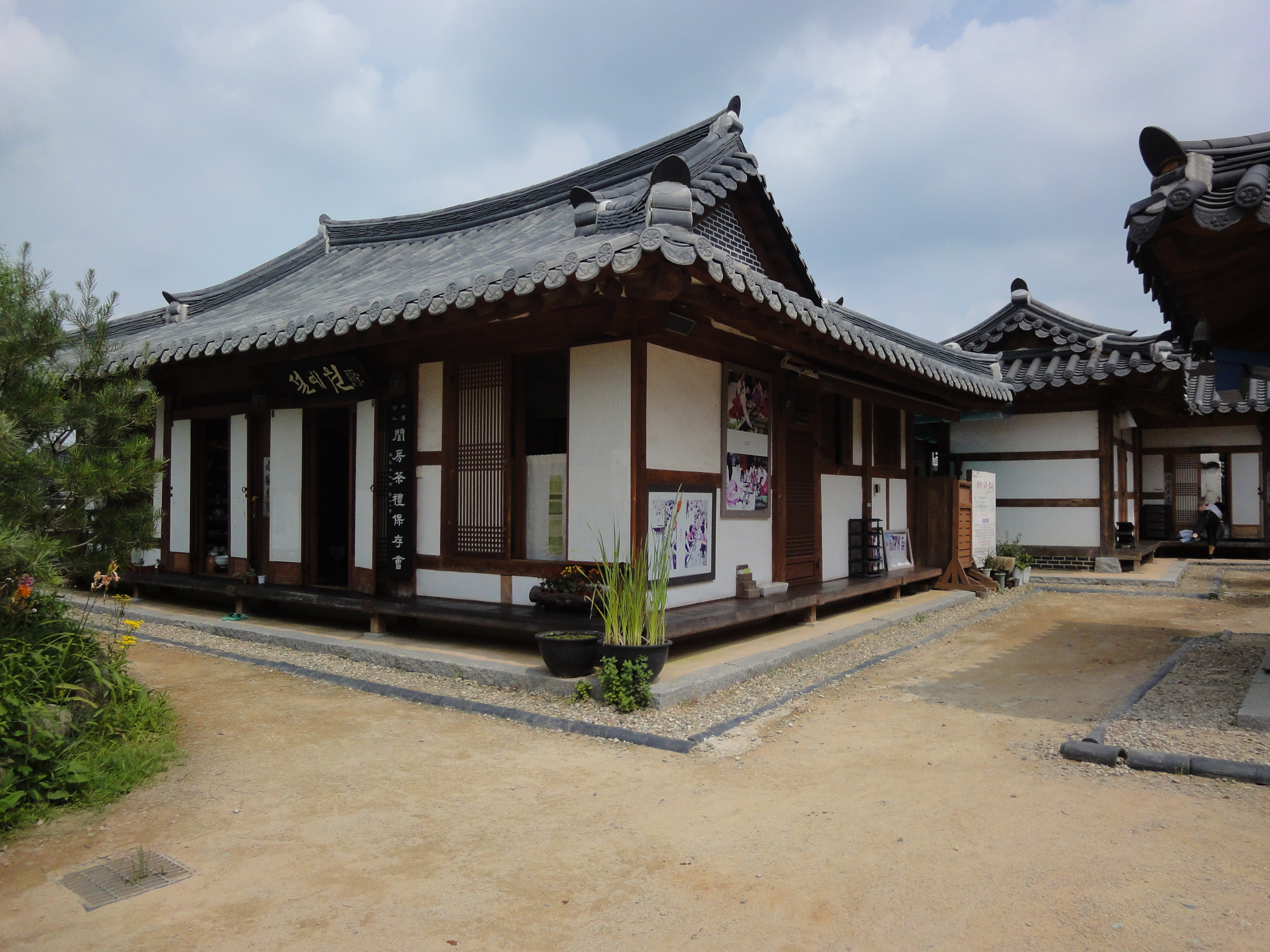
廊台鋪平處以外有瓦片圍繞而成的盲溝。

廊台下方区域与建筑物有一定斜度，这片区域经常会被铺平用以排水。铺平处以外的地方则通常是将水排到更远处盲沟。因此，廊台也是一种銜接室内外排水系统方法。

## 詞源
日語名稱“缘侧”中，“缘”和“侧”為近義詞， 以“缘侧”一詞檐廊的位置韓語「退抹樓」（툇마루）一詞中為「退」字音變，來自韓語稱檐廊為「退間」（툇간），「抹樓
」，則是「地板」，是「抹」的音變。

## 結構

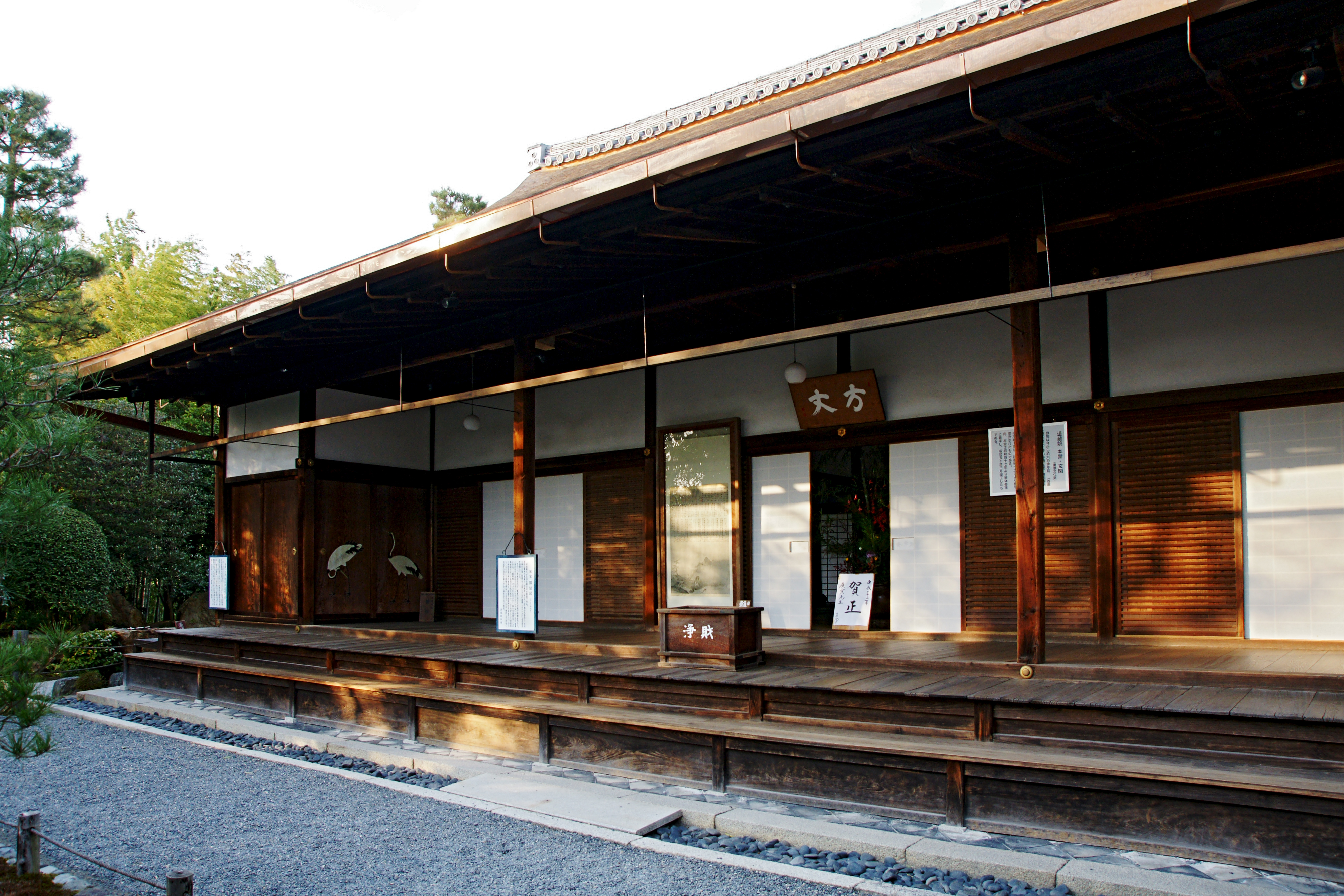
位于京都的一座佛寺，从顶部至底部分别是广缘、落缘及濡缘。注意部分广缘被封闭了起来，排水系统清晰可见。

日本的廊台最多有三層，由上至下為廣緣（広縁）、落緣（落縁）、濡緣（濡れ縁）。廣緣為最接近房子的一層，有時會被封閉。落緣指低于房子地面一層；
濡缘字面意思为“湿的廊台”，指伸出屋簷外且不受雨户遮蔽的廊台。
若房屋内的廊台少于三个，名稱可以混用。

### 類型
- 繞屋廊台，日語稱「迴緣」（回縁），环绕房屋的廊台，通常也有围绕房屋的檐廊；
- 橫鋪廊台，日語稱「切目缘」（切目縁），木板鋪設方向與其宽平行的廊台；
- 直鋪廊台，日語稱「榑缘」(榑縁)，韓語稱「長抹樓」(우물마루)，木板鋪設方向與其长平行的廊台；
- 交錯地板(장마루)，木板鋪設方向縱橫交錯的廊台，可避免木板因冷縮熱脹或濕氣影響而翹曲；
- 漏縫廊台，日語稱「簀子緣」，设有漏缝地板（Slatted floor）的，具有更好的排水性；
  - 竹漏縫廊台，日語稱「竹簀子缘」（竹簀の子縁），竹制簀子缘。

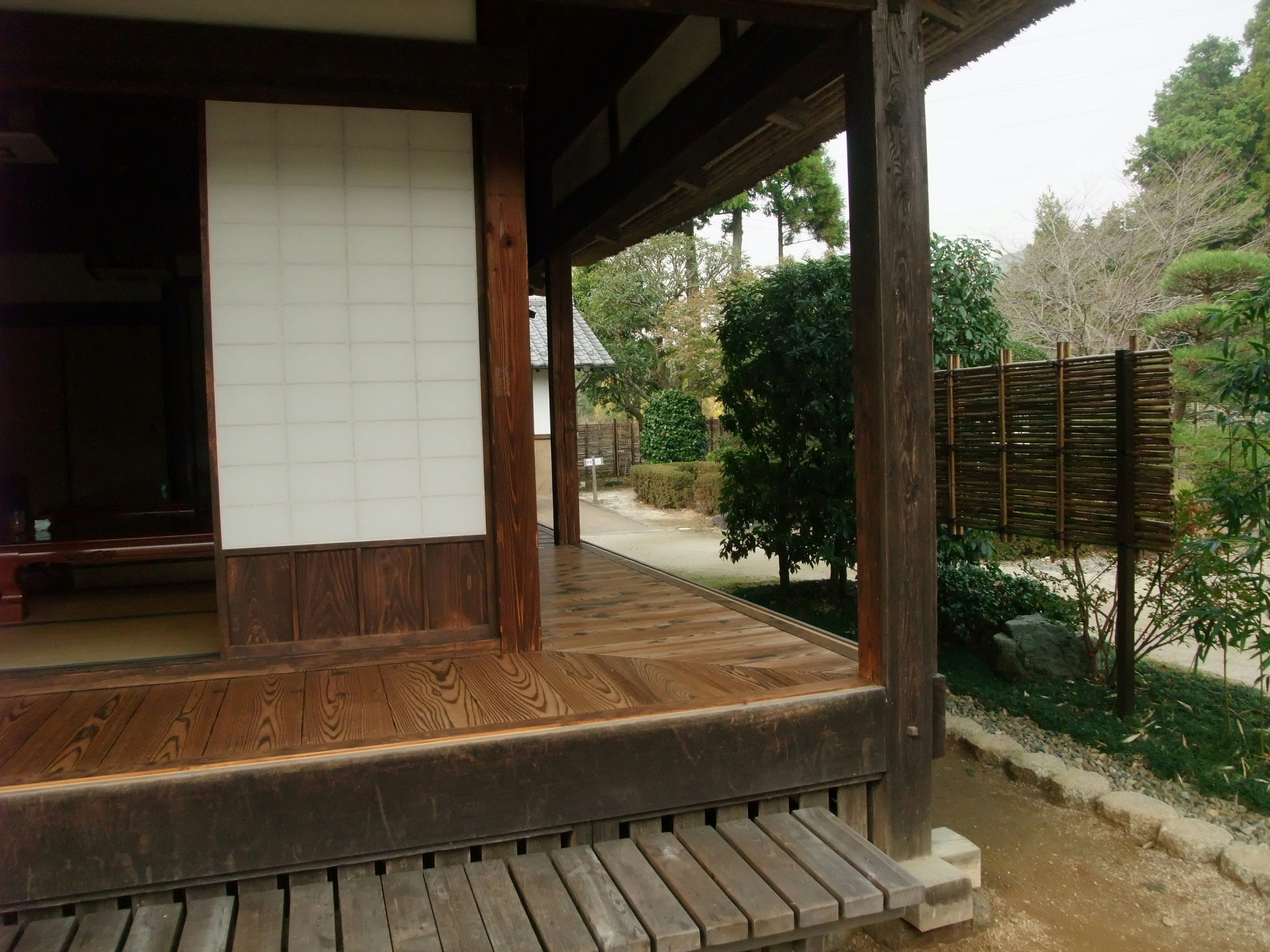
图中的切目缘展示了经传统的斜面接合（英语：Miter joint）工艺处理的拐角；若此工艺应用到整个建筑，则其也可被称为迴缘。前景是簀子缘。
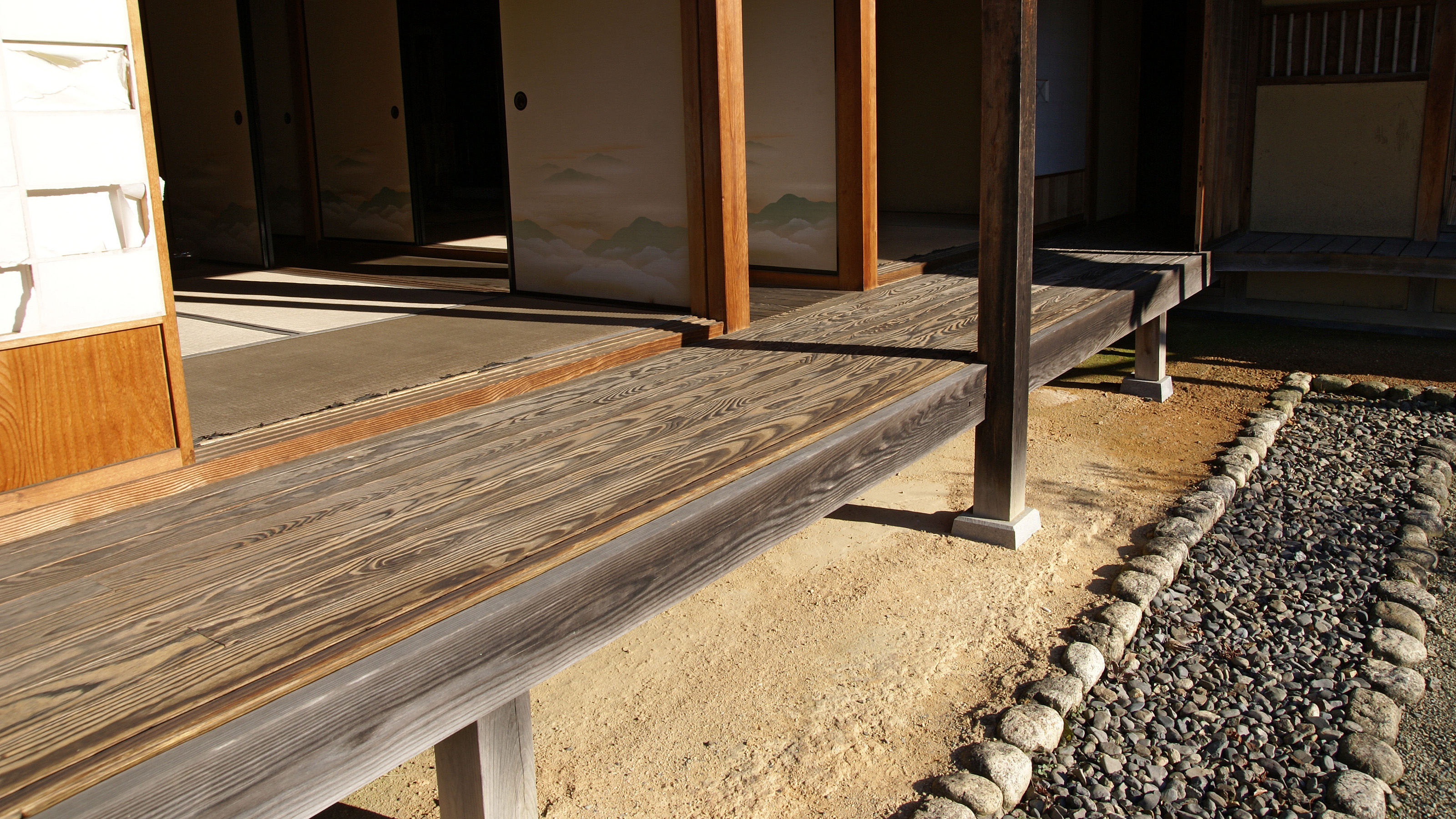
榑缘，图中的砾石路也可作为盲沟（英语：French drain）使用。

## 文化作用
廊台的比例通常经精心设计，人可以坐在边缘上，观看庭院。也给嬉戏的孩子和偶尔来访的客人提供了空间。

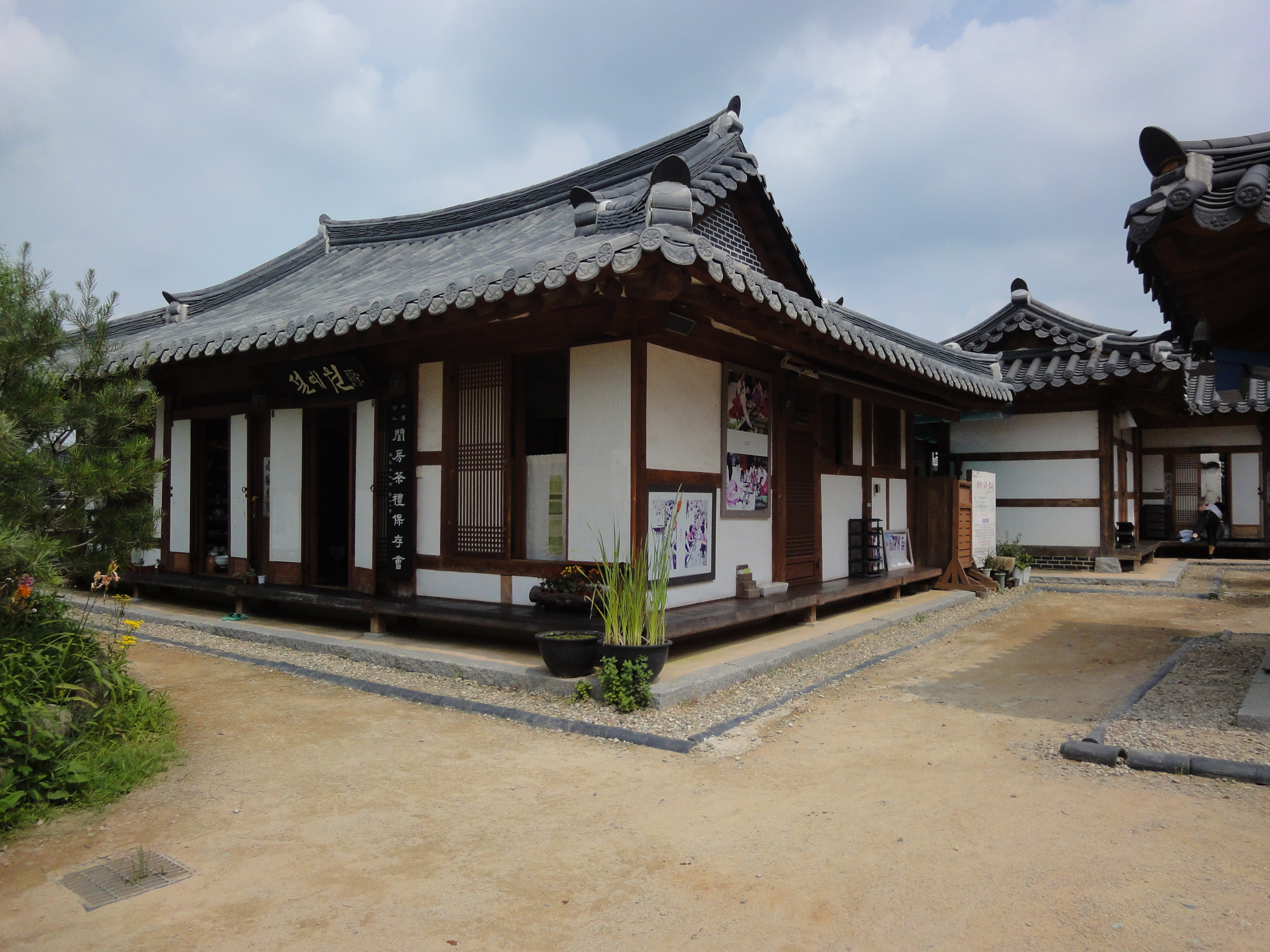
賓客踏上廊台前先脫鞋，放於屋外

廊台是房屋的一部分，按照日本、朝鮮習俗，人不會穿鞋在上面走路。宾客的鞋子會放於廊台外。
虽然東亞建筑的西化导致了缘侧的减少，但在日本，现代建筑中廊台正渐渐復興。

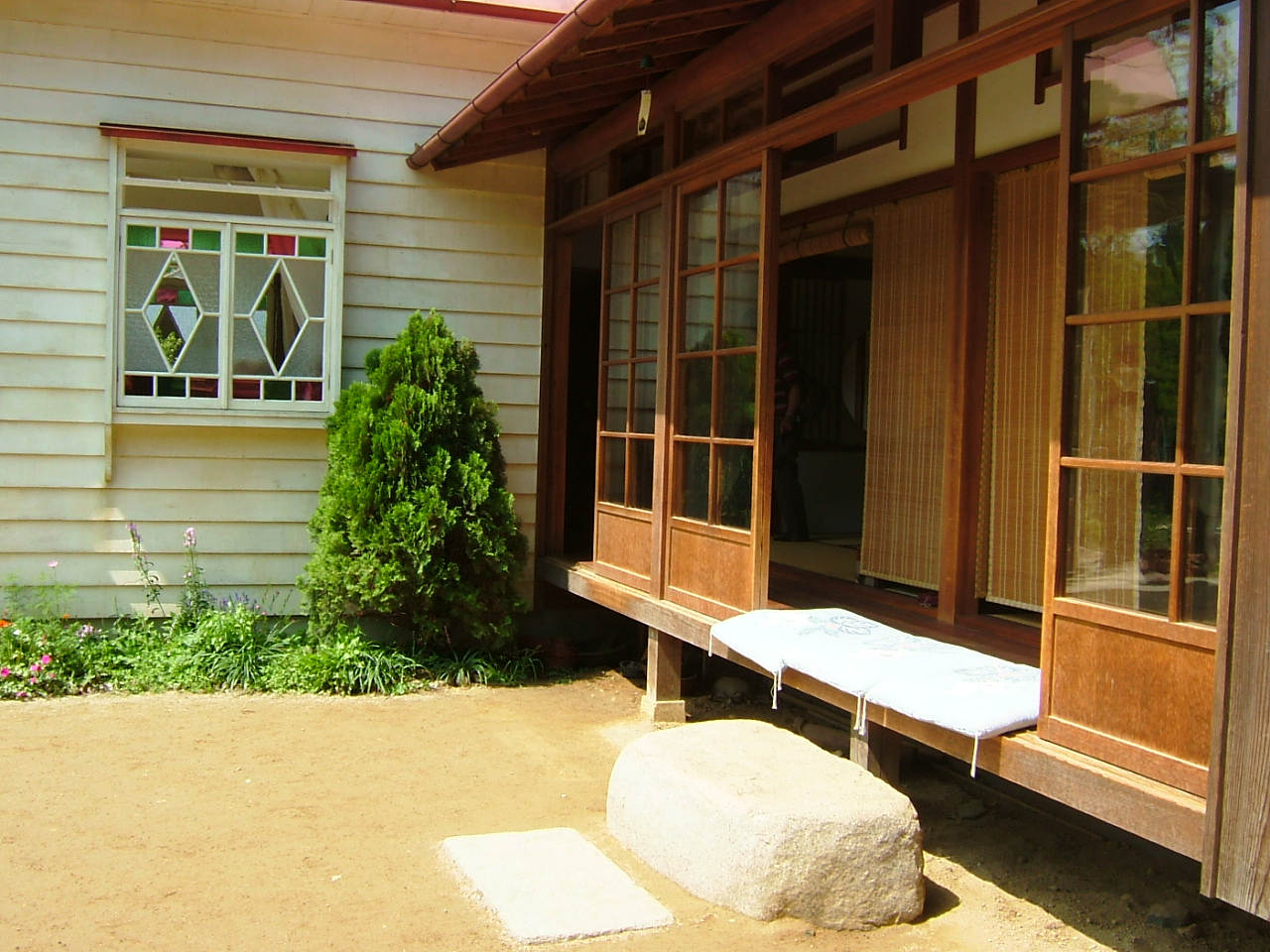
设有玻璃格子滑門的缘侧上铺设了坐垫。
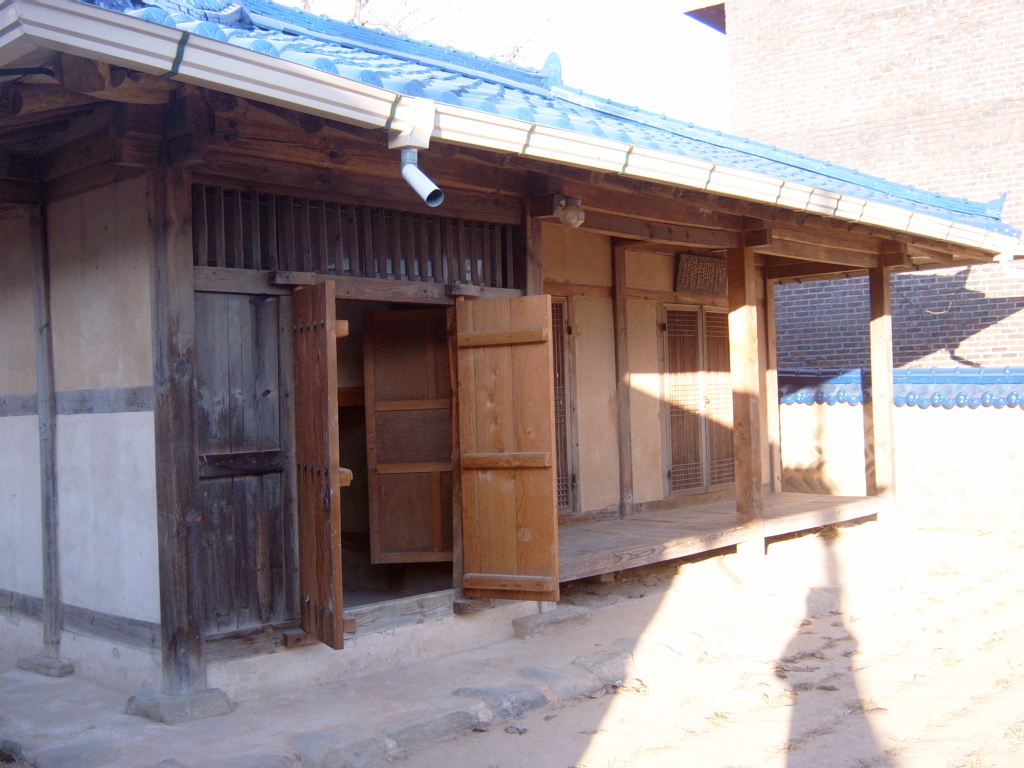
申東曄（朝鲜语：신동엽 (시인)）故居的退地板。
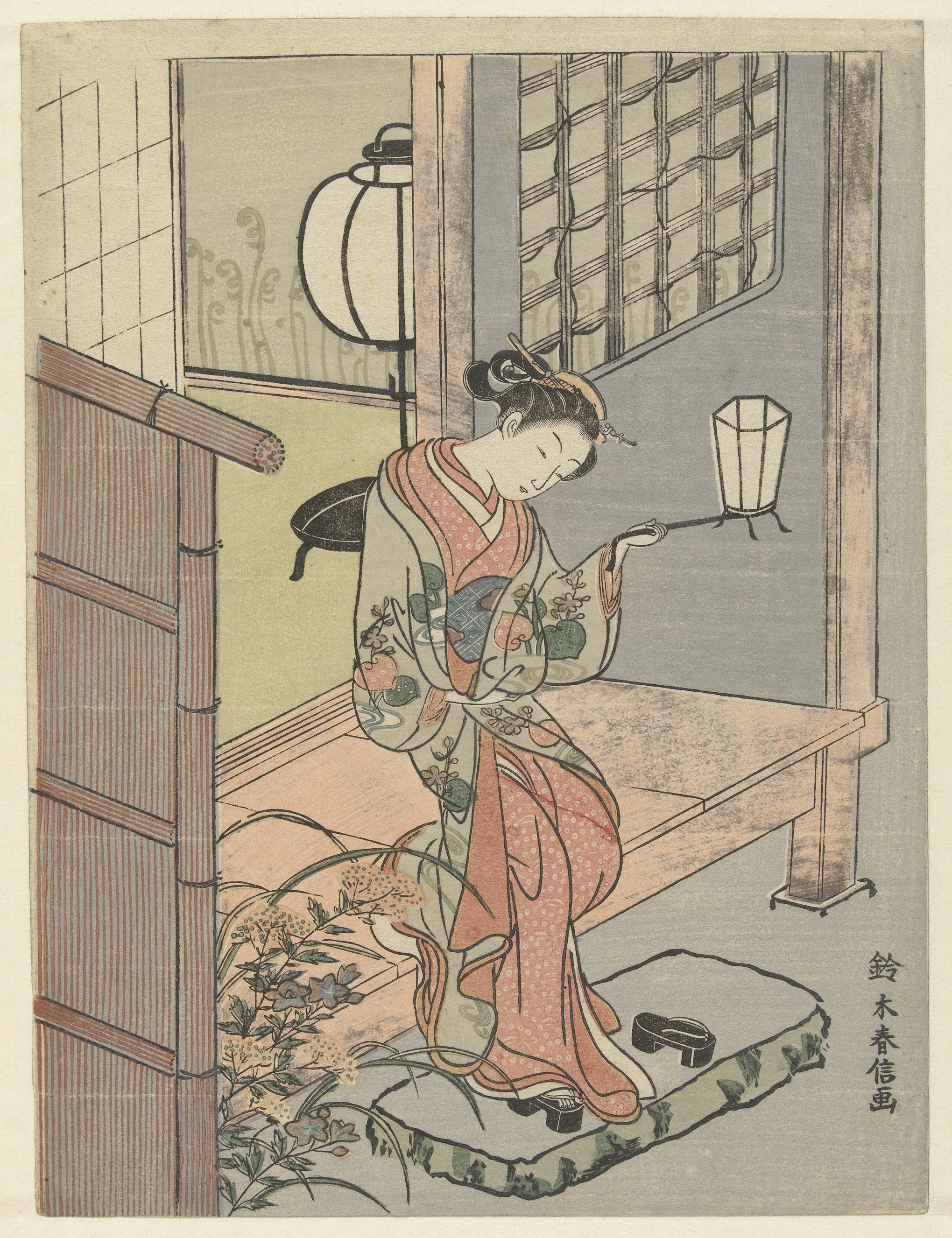
缘侧是室內的一部分，因此人不需要穿鞋。
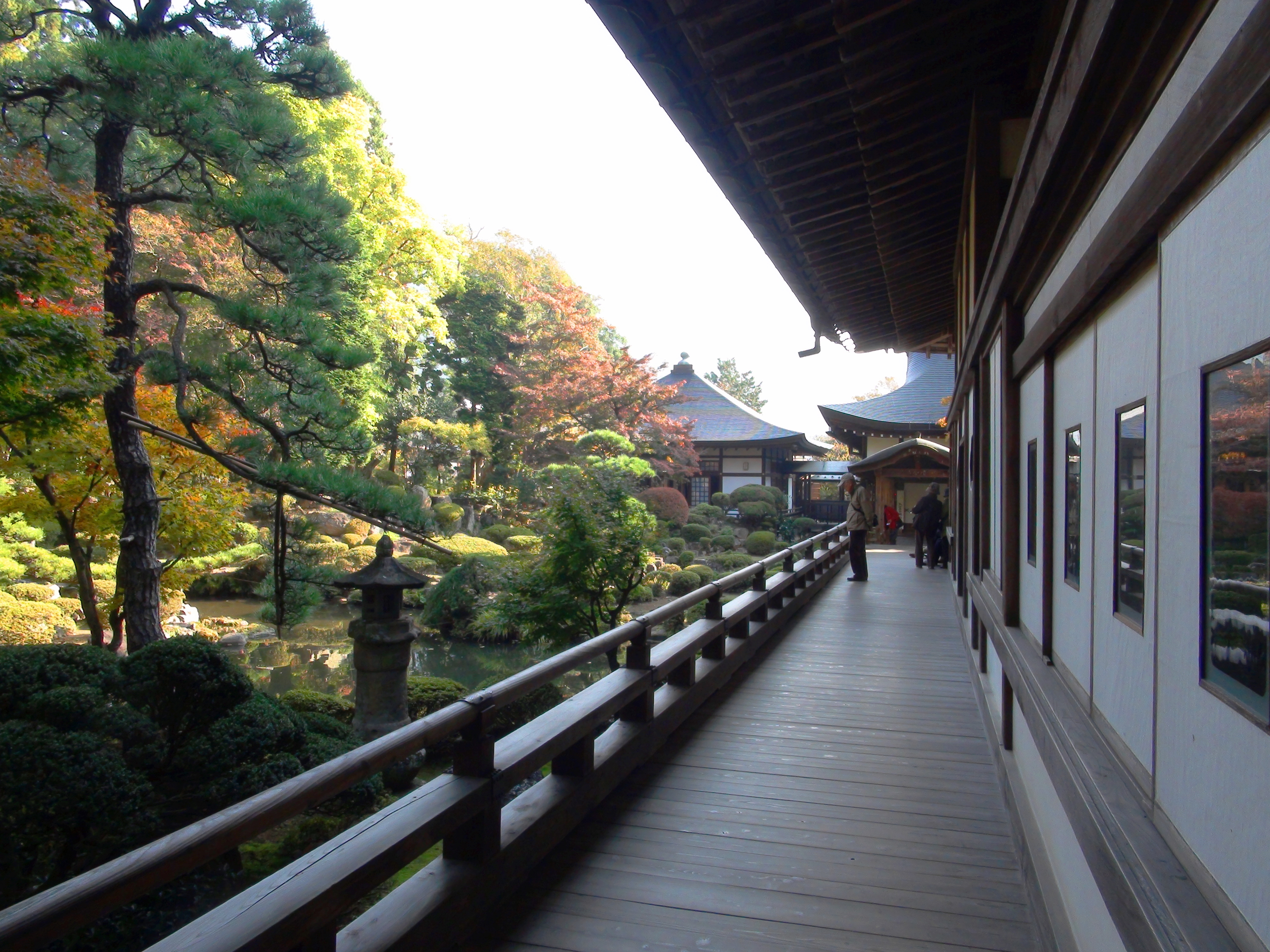
俯瞰惠林园林（英语：Erin-ji）的缘侧。
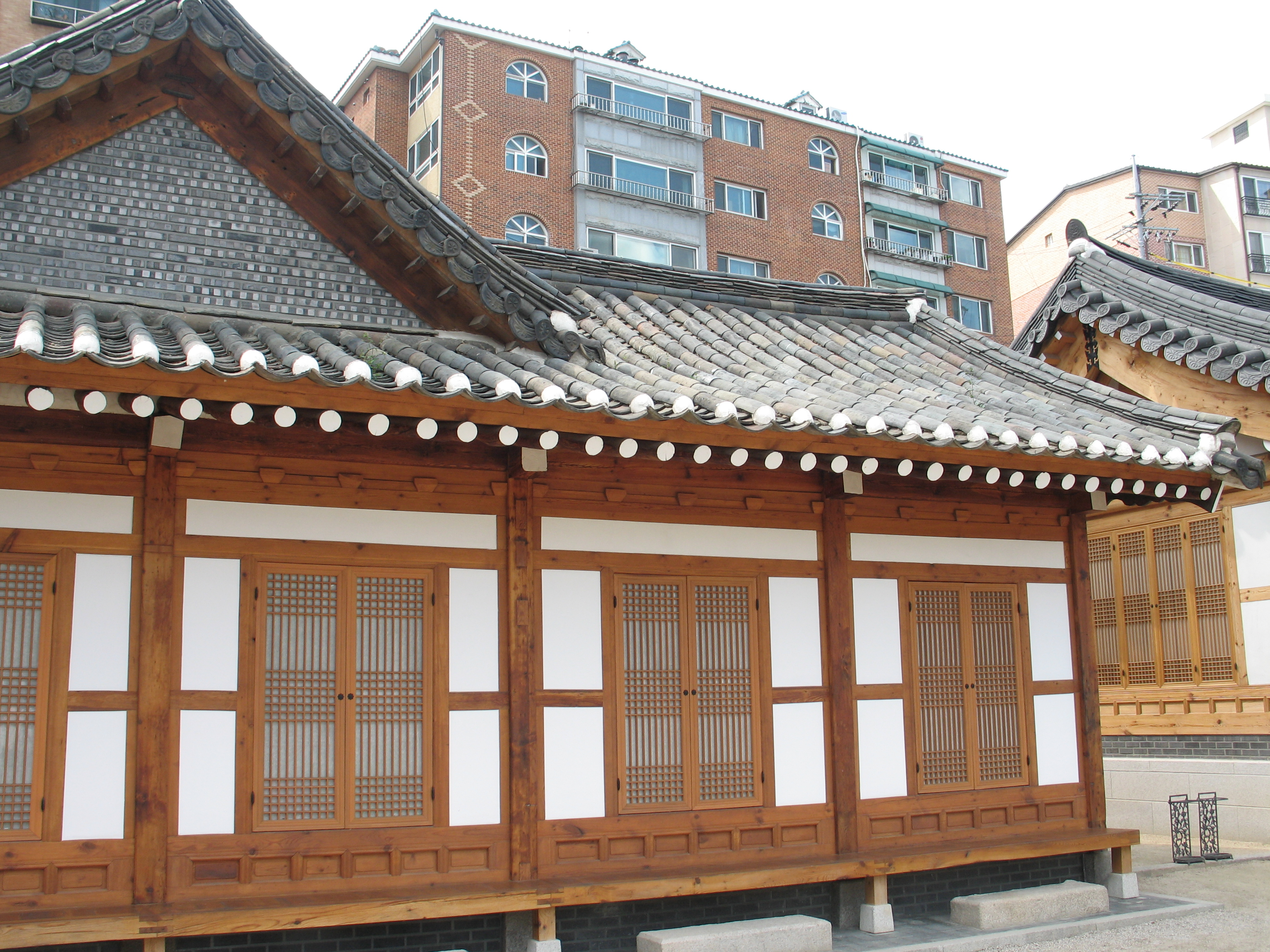
北村韓屋村內一間房屋的退地板，在每個門口皆有踏腳石。
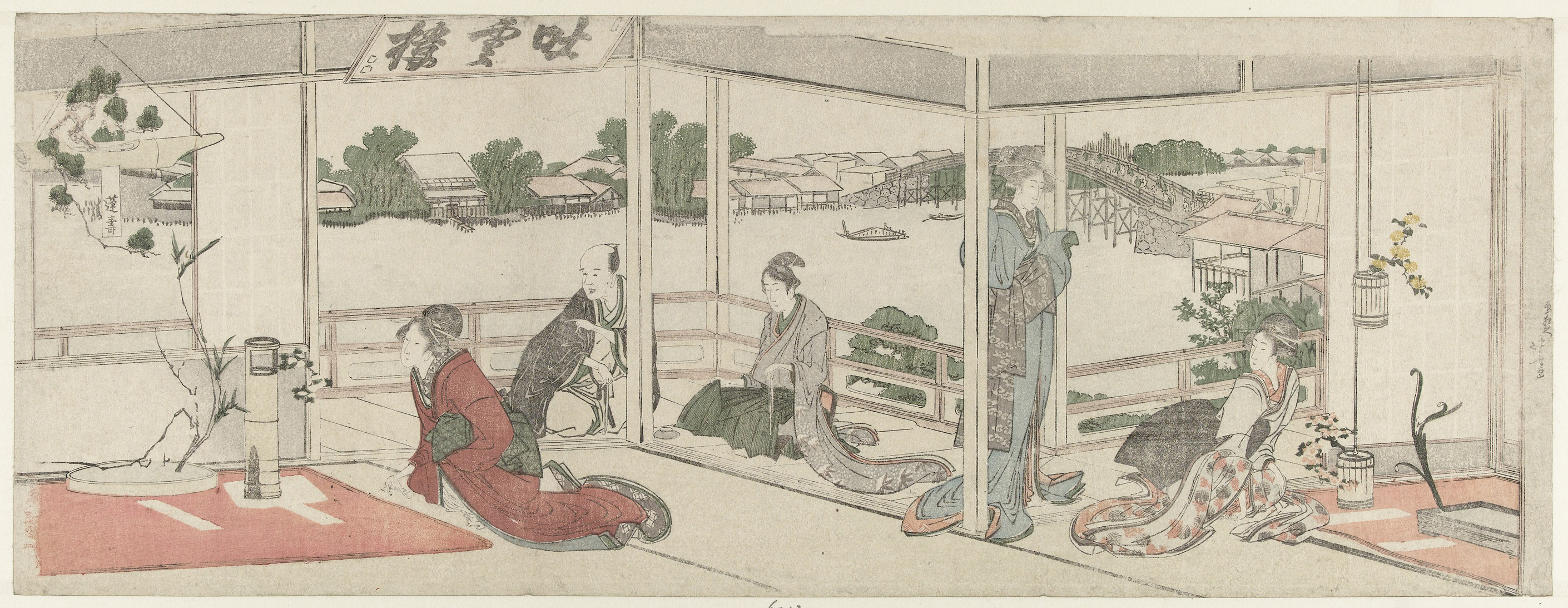
缘侧为房屋呈现周遭的风景。
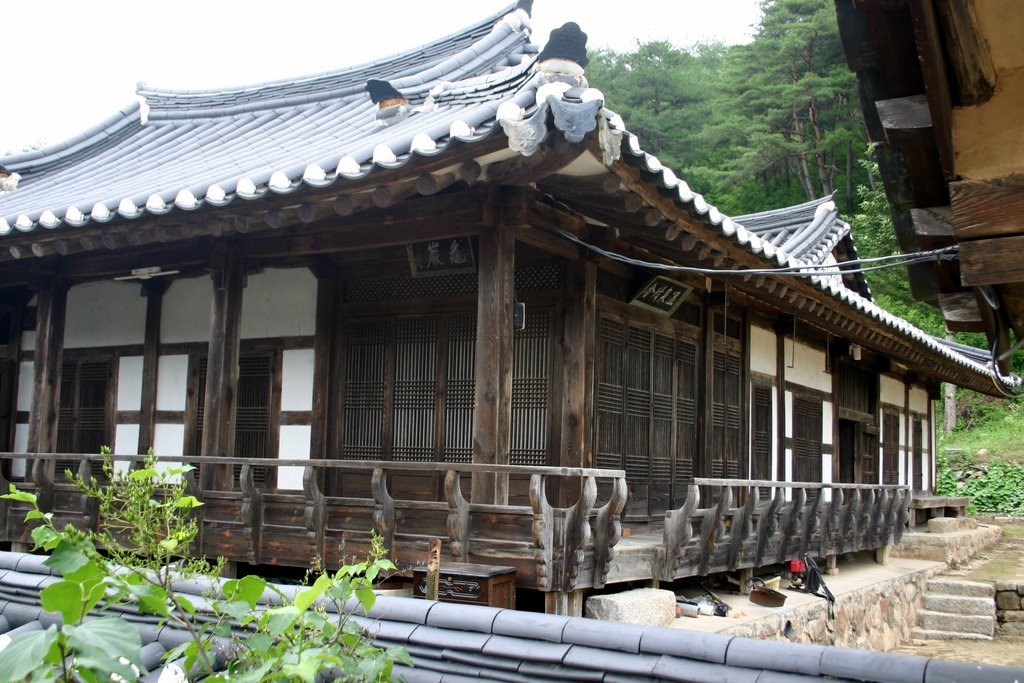
有些廊台設有欄杆，可給人憑靠觀景。
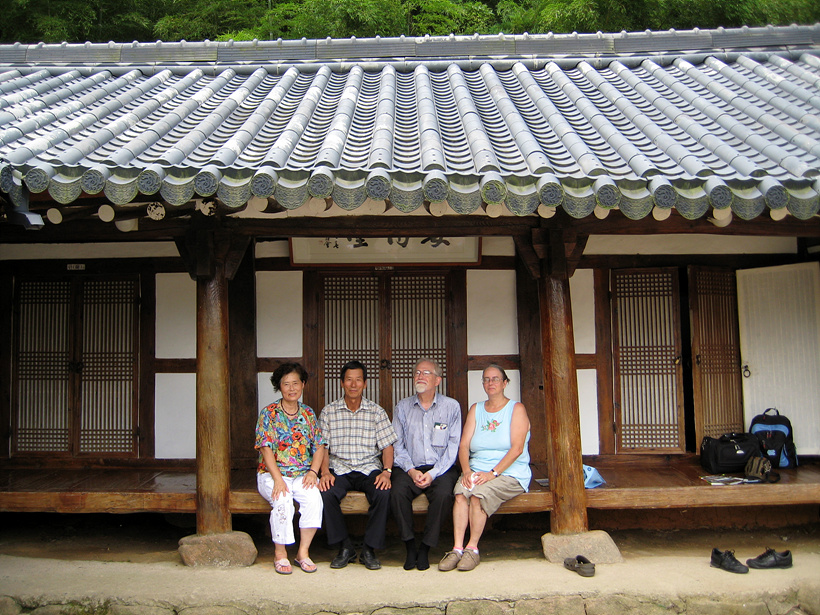
客人坐在退地板上
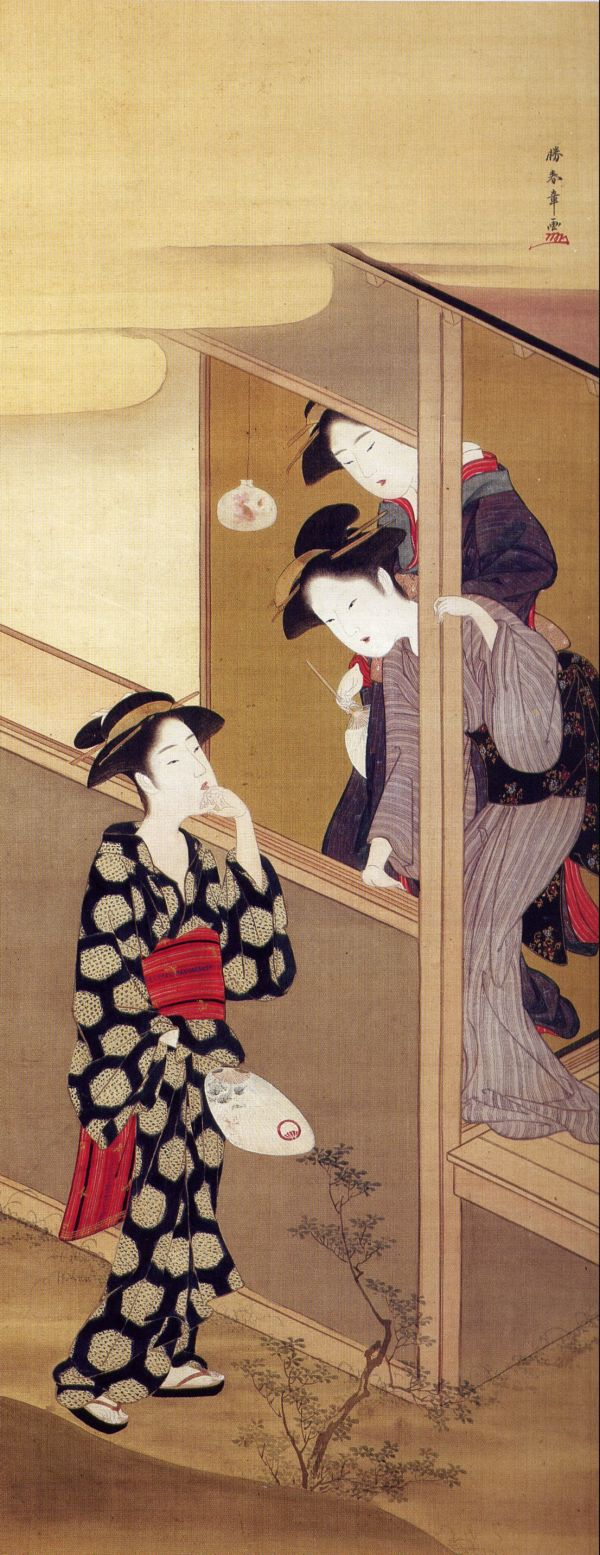
在缘侧上社交
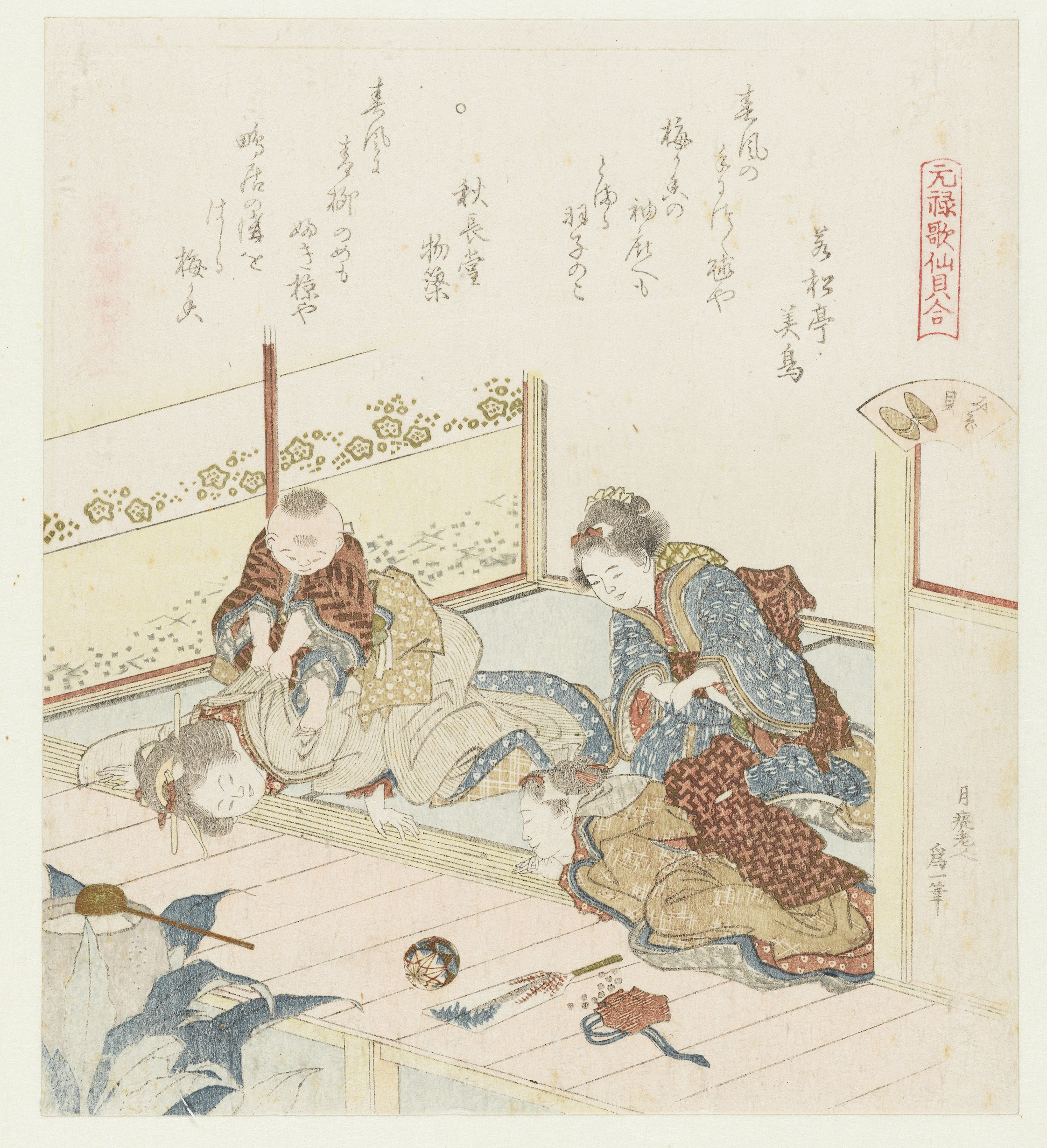
孩子在缘侧上嬉戏
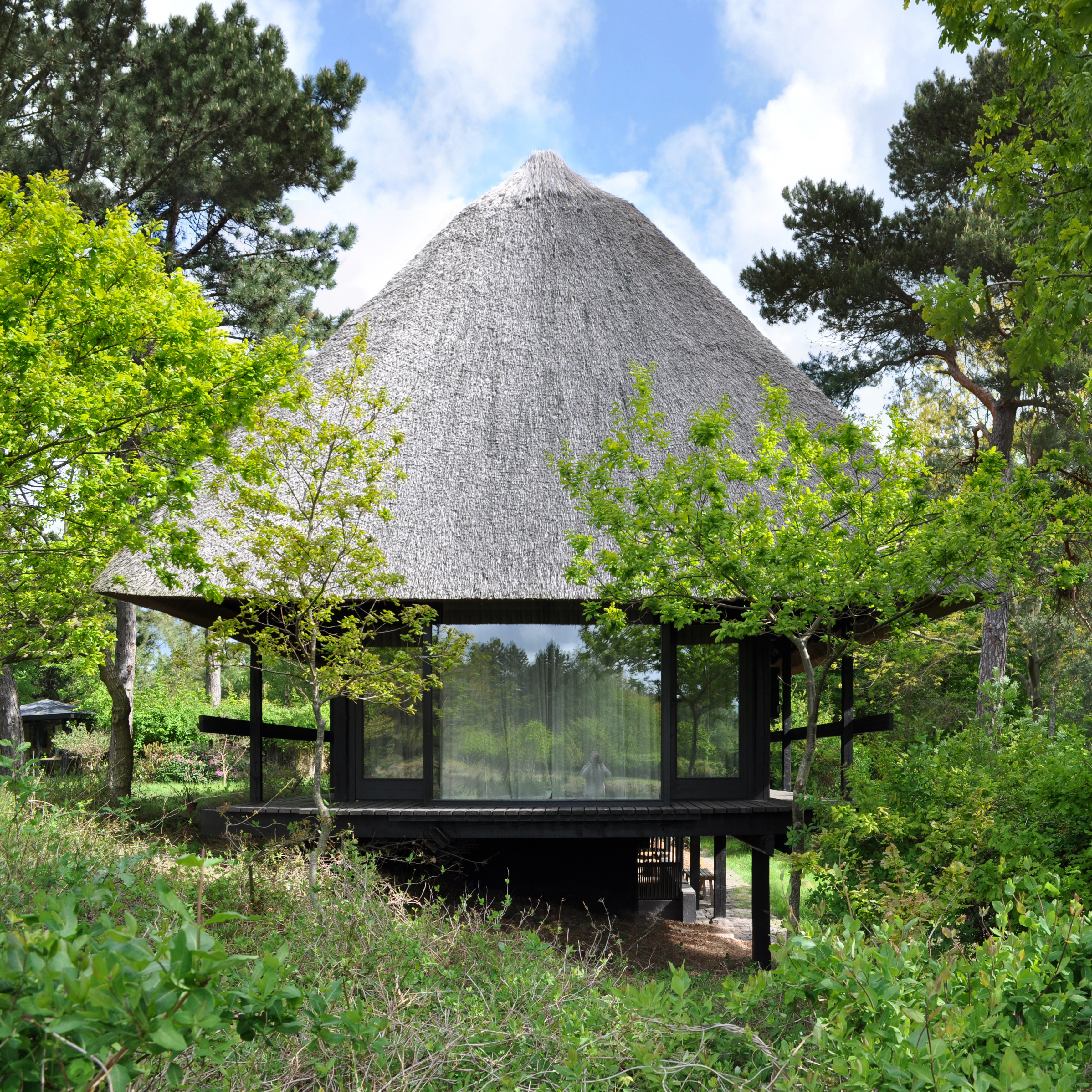
丹麦日式建築的现代回缘。